# João Queirós
João Ricardo Pereira Queirós (Viana do Castelo, 22 april 1998) is een Portugees voetballer die uitkomt voor 1. FC Köln.

## Carrière
João Queirós speelde in Portugal in de jeugdopleidingen van AD Barroselas, CB Póvoa Lanhoso, SL Benfica, FC Porto, weer AD Barroselas, Artur Rego, weer AD Barroselas, SC Braga en een verhuurperiode bij Palmeiras FC. In het seizoen 2016/17 debuteerde hij met het tweede elftal van SC Braga in het betaald voetbal, in de met 1-1 gelijkgespeelde thuiswedstrijd tegen Sporting CP B. In de zomer van 2017 maakte hij voor een bedrag van 3 miljoen euro de overstap naar 1. FC Köln, waar hij tot op heden alleen met het tweede elftal in de Regionalliga West speelde. Hij zat in het seizoen 2017/18 eenmaal op de bank bij het eerste elftal, tijdens de met 1-3 gewonnen bekerwedstrijd tegen Hertha BSC. In het seizoen erna werd hij verhuurd aan Sporting Lissabon, waar hij deel uitmaakte van de selectie van Sporting –23. In het seizoen 2019/20 werd hij verhuurd aan Willem II. Hij speelde geen minuut.

### Statistieken
| Seizoen                     | Club              | Land           | Competitie        | Competitie | Competitie | Beker | Beker | Totaal | Totaal |
| Seizoen                     | Club              | Land           | Competitie        | Wed.       | Dlp.       | Wed.  | Dlp.  | Wed.   | Dlp.   |
| --------------------------- | ----------------- | -------------- | ----------------- | ---------- | ---------- | ----- | ----- | ------ | ------ |
| 2016/17                     | SC Braga B        | Portugal       | Segunda Liga      | 1          | 0          | –     | –     | 1      | 0      |
| 2017/18                     | 1. FC Köln II     | Duitsland      | Regionalliga West | 14         | 0          | –     | –     | 14     | 0      |
| 2017/18                     | 1. FC Köln        | Duitsland      | Bundesliga        | 0          | 0          | 0     | 0     | 0      | 0      |
| 2018/19                     | → Sporting CP –23 | Portugal       | –                 | –          | –          | –     | –     | –      | –      |
| 2019/20                     | → Willem II       | Nederland      | Eredivisie        | 0          | 0          | 0     | 0     | 0      | 0      |
| 2020/21                     | 1. FC Köln II     | Duitsland      | Regionalliga West | 5          | 0          | 0     | 0     | 5      | 0      |
| Carrièretotaal              | Carrièretotaal    | Carrièretotaal | Carrièretotaal    | 20         | 0          | 0     | 0     | 20     | 0      |
| Bijgewerkt op 18 juli 2021. |                   |                |                   |            |            |       |       |        |        |

1 Schwäbe ·
2 Schmied ·
3 Heintz ·
4 Hübers  ·
5 Soldo ·
6 Martel ·
7 Ljubičić ·
8 Huseinbašić ·
9 Waldschmidt ·
11 Kainz ·
12 Nickisch ·
13 Uth ·
15 Kilian ·
16 Obuz ·
17 Paçarada ·
19 Lemperle ·
20 Pentke ·
21 Tigges ·
22 Christensen ·
24 Pauli ·
25 Gazibegović ·
29 Thielmann ·
34 Harchaoui ·
35 Finkgräfe ·
37 Maina ·
42 Downs ·
43 Čuber Potočnik ·
44 Köbbing ·
47 Olesen ·
Coach: Struber